# País del Mar
El País del Mar fue un reino mesopotámico aún poco conocido por los historiadores. El término utilizado en el I milenio a. C. para designar este reino era Māt Tamtim.
El País del Mar comprendía la franja costera de Mesopotamia sobre el golfo Pérsico, algunos pocos kilómetros al norte de donde actualmente confluyen los ríos Tigris y Éufrates para formar el Shatt al-Arab y que antiguamente era donde se situaba la línea de la costa.
Durante el II milenio a. C., en los periodos en que el poder de Babilonia disminuía, esta zona pantanosa de difícil control se independizaba, alzándose en el poder una familia local. Era una zona rica con importantes bosques de palmeras datileras y zonas pesqueras.
Su situación en el extremo sur de Mesopotamia era clave para el comercio del resto de Mesopotamia con los países de la costa del Golfo y el valle del río Indo (cultura de Harappa). El País del Mar careció de un centro urbano importante.

## Historia
A los pocos años de la muerte de Hammurabi (en 1686 o 1750 a. C.) o durante el reinado de su hijo Samsu-iluna ( a. C) un personaje llamado Iluma-Ilu, que decía ser hijo de Damiq-ilishu (último rey de Isin), se rebeló y estableció su capital en Uruku (ciudad no identificada todavía, aunque podría referirse a Ur) resistiendo los ataques que Samsu-iluma realizó para intentar recuperar el control de la zona. Fundó la I Dinastía del País del Mar que gobernó hasta el 1460 a. C., aproximadamente.
Los monarcas casitas Ulamburiash y Agum II (o quizás Agum III) lucharon contra los reyes de la I dinastía del País del Mar en el siglo XV a. C. hasta conseguir dominarlo y reunificar la Mesopotamia meridional.
La II Dinastía del País del Mar fue fundada por un casita llamado Simbar-Shipak, que aprovechó la debilidad de Babilonia ( desórdenes dinásticos, la amenaza de Asiria, el pillaje arameo...) para alzarse con el poder y reinar en Babilonia. Esta dinastía sólo perduró 20 años. Desde el año 1024 hasta el año 1004.
Ya durante el Imperio neoasirio, el País del Mar seguía siendo una zona de difícil control. Aunque nominalmente pertenecía a Asiria, dominaba la zona la tribu caldea de los Bit Yakini.

## Reyes del País del Mar
I dinastía del País del Mar Aproximadamente desde el 1720 a. C. hasta el 1460 a. C.
- Iluma-ilum
- Itti-Ili-nibi
- Damiq-ilishu
- Ishkibal
- Shushi
- Gulkishar
- Peshgaldaramash
- Adarakalama
- Akurduana
- Malamkurkura
- Ea-gamil

II dinastía del País del Mar Aproximadamente desde 1025 a. C. hasta 1005 a. C.
- Simbar-Shipak 1025-1008 a. C.
- Ea-mukin-zeri 1008 a. C.
- Kashu-nadin-ahhe 1007-1005 a. C.

- Datos: Q1977088